# Llei Hostília
La Llei Hostília (en llatí Hostilia de furtis) va ser una llei romana que permetia establir la denúncia d'un furt en nom dels absents, cosa normalment no permesa, si ho eren per causa de la república o estaven presoners de l'enemic. Probablement tocava altres punts en matèria de furts però no són coneguts.
El nom de la llei podria derivar d'hostibus (presoners) o potser del cònsol Aule Hostili Mancí que en va ser l'any 170 aC junt amb Aule Atili Serrà. L'antiga llei romana prohibia fer accions en nom d'un altra persona excepte en els casos d'accions pro populo, pro liberate, i pro tutela. La llei establia que en els casos de tutela cap persona podia actuar en el lloc del tutor en benefici suposadament del tutelat. Per la Lex Hostilia, una actio furti (reclamació d'un furt) es podia fer en nom d'un altre quan es tractava de persones absents a causa del servei militar o perquè ocupaven càrrecs públics militars o civils. Si la persona era un tutor la llei li permetia nomenar un substitut. La llei també eximia als soldats dels deures ordinaris. Parlava també del cas del pare d'un soldat mort suposadament en el servei, que feia hereu a un estrany i després el fill reapareixia. S'ha pensat que aquesta llei es podria incloure entre les lleis testamentàries.